# Elecciones parlamentarias de Noruega de 2021
Las elecciones parlamentarias de Noruega de 2021 se llevaron a cabo el 13 de septiembre de 2021. Dónde se eligieron los 169 miembros del Storting. La victoria fue para la coalición formada por el socialdemócrata Partido Laborista y el Agrario Partido de Centro. La elección también resultó en una mayoría para los partidos que buscan disolver el impopular y controvertido condado de Viken.
La oposición de izquierda obtuvo mayoría en el parlamento en una elección luchada por el cambio climático, la desigualdad y el petróleo. En la noche del 13 de septiembre de 2021, la primera ministra del Partido Conservador, Erna Solberg, aceptó la derrota. Su partido terminó con el segundo mayor número de representantes. El Partido Laborista de Jonas Gahr Støre mantuvo su posición como la primera fuerza política de Noruega y amplió su ventaja en escaños sobre los conservadores, a pesar de una leve caída en sus votos y la pérdida de un escaño.
Støre tenía como objetivo formar un gobierno mayoritario con el Partido de Centro y el Partido de la Izquierda Socialista, pero este último declaró que permanecerían en la oposición citando desacuerdos sobre políticas climáticas y de bienestar, mientras permanecían abiertos a futuras negociaciones y apoyar al gobierno sobre bases comunes. El 14 de octubre de 2021, Støre se convirtió en primer ministro de un gobierno minoritario a favor del petróleo.

## Antecedentes
En las elecciones anteriores, celebradas el 11 de septiembre de 2017, Erna Solberg, del partido conservador Høyre, mantuvo su cargo de primera ministra después de cuatro años en el poder. Su gobierno recibió además el apoyo del Partido del Progreso, los liberales del Venstre y el Partido Demócrata Cristiano, que juntos aseguraron 88 de los 169 escaños en el parlamento. La oposición, dirigida por Jonas Gahr Støre y su Partido Laborista, obtuvo 81 escaños. Otros partidos de oposición fueron el Partido de Centro, el Partido de la Izquierda Socialista, el Partido Verde y el Partido Rojo.
Los demócratas cristianos votaron en una conferencia del partido por unirse al gobierno de Solberg el 2 de noviembre de 2018 y el 16 de enero de 2019, los conservadores de Solberg llegaron a un acuerdo con el Partido Demócrata Cristiano. Esta fue la primera vez desde 1985 que Noruega tendría un gobierno mayoritario que representaría a los partidos de derecha en el Storting.
El 20 de enero de 2020, el Partido del Progreso decidió retirarse del gobierno debido a la decisión de Solberg de repatriar a una mujer vinculada al Estado Islámico y sus hijos a Noruega. A pesar de esto, Solberg dijo que ella y su partido continuarían al frente de un gobierno minoritario y los otros partidos de la coalición también declararon que continuarán sirviendo en él.

## Sistema electoral
La elección utiliza el sistema de representación proporcional de la lista de partidos en diecinueve circunscripciones de varios miembros, una para cada uno de los condados de Noruega.
El número de miembros que se eligen de cada circunscripción varía entre 4 y 19. Para determinar la distribución de los 169 escaños entre los 19 condados, se utiliza una fórmula de dos niveles, basada en la población y el tamaño geográfico. Cada habitante cuenta un punto, mientras que cada kilómetro cuadrado cuenta 1,8 puntos.
150 de los escaños son asientos regulares de cada distrito. Estos son otorgados sobre la base de los resultados de la elección en cada condado, y no se ven afectados por los resultados en otros condados. Diecinueve de los escaños (uno para cada condado) son los asientos de nivelación que se dan a los partidos que ganan menos asientos que su parte del voto popular nacional les da derecho. Un partido debe ganar el 4% del voto popular para ganar asientos de compensación, pero puede todavía ganar asientos del distrito incluso si no alcanza este umbral.
Cada dos elecciones parlamentarias se realiza una actualización en el número de escaños por circunscripción, según los cambios demográficos que se dan dentro de cada condado en relación con la población total del país. Para esta elección, la mayoría de los condados mantuvo el número de representantes; hubo disminuciones de un escaño en los condados de Buskerud, Oppland y de Møre y Romsdal, mientras que aumentaron dos representantes en Akershus y uno en Oslo.

### Reforma electoral
A diferencia de elecciones anteriores, en esta ocasión, el número de circunscripciones electorales no coincidirá con el número de condados, puesto que estos últimos fueron modificados a inicios del 2020. Previo a esto, el 21 de junio de 2017, el gobierno de Solberg estableció un comité encargado de revisar el sistema electoral utilizado en las elecciones parlamentarias noruegas. El comité de 17 miembros, que estuvo dirigido por el juez de corte, Ørnulf Røhnebæk, estuvo obligado a terminar su informe sobre el sistema electoral para 2019. Pero esta reforma sólo se aplicará desde la siguiente elección parlamentaria, por lo tanto, esta elección de 2021 tendrá 19 circunscripciones electorales aunque el país ya esté dividido en 11 condados. Desde la próxima elección, las circunscripciones se guiarán por la reforma regional que entró en funcionamiento el 1 de enero de 2020, la cual estableció la disminución en el número de condados.

### Fecha
Según la Constitución noruega, las elecciones parlamentarias deben celebrarse cada cuatro años. El parlamento noruego no puede ser disuelto antes de que finalice dicha legislatura de cuatro años, lo que en la práctica imposibilita la celebración de elecciones anticipadas. Dado que las últimas elecciones se celebraron en septiembre de 2017, las siguientes elecciones se fijaron para el 13 de septiembre de 2021.

## Partidos políticos
| Partido | Partido | Partido                            | Ideología                | Líder                  |
| ------- | ------- | ---------------------------------- | ------------------------ | ---------------------- |
|         | Ap      | Partido Laborista                  | Socialdemocracia         | Jonas Gahr Støre       |
|         | H       | Partido Conservador                | Conservadurismo liberal  | Erna Solberg           |
|         | FrP     | Partido del Progreso               | Liberalismo nacionalista | Sylvi Listhaug         |
|         | Sp      | Partido de Centro                  | Agrarismo nórdico        | Trygve Slagsvold Vedum |
|         | SV      | Partido de la Izquierda Socialista | Socialismo democrático   | Audun Lysbakken        |
|         | V       | Partido Liberal                    | Socioliberalismo         | Guri Melby             |
|         | KrF     | Partido Demócrata Cristiano        | Democracia cristiana     | Kjell Ingolf Ropstad   |
|         | MDG     | Partido Verde                      | Política verde           | Une Aina Bastholm      |
|         | R       | Partido Rojo                       | Comunismo                | Bjørnar Moxnes         |

## Encuestas
Hay diferentes sitios web que hicieron un seguimiento del apoyo a los partidos antes de las elecciones, utilizando métodos que diferían en pocos aspectos. El gráfico a continuación muestra un promedio móvil de 30 días de las encuestas de opinión más relevantes y, en últimos 30 días, el período móvil corresponde a solo 15 días.
| Encuesta                          | Fecha                         | Muestra | Ap              | H            | Sp    | FrP  | SV   | R    | MDG  | V   | KrF  | Otros |     |     |     |     |
| --------------------------------- | ----------------------------- | ------- | --------------- | ------------ | ----- | ---- | ---- | ---- | ---- | --- | ---- | ----- | --- | --- | --- | --- |
| Encuesta                          | Fecha                         | Muestra | Respons Analyse | 3–8 Sep 2021 | 1,000 | 26.6 | 18.0 | 11.1 | 12.4 | 9.4 | 6.0  | Otros | 4.2 | 3.9 | 4.5 | 3.9 |
| Kantar TNS                        | 3–8 Sep 2021                  | 2,582   | 23.7            | 19.1         | 13.4  | 11.2 | 9.3  | 6.4  | 4.7  | 4.6 | 4.5  | 3.5   |     |     |     |     |
| Kantar TNS                        | 1–7 Sep 2021                  | 2,184   | 23.8            | 18.6         | 13.8  | 11.1 | 8.9  | 6.2  | 5.0  | 4.8 | 4.3  | 3.5   |     |     |     |     |
| Kantar TNS                        | 1–6 Sep 2021                  | 1,686   | 23.3            | 19.4         | 14.0  | 10.9 | 9.5  | 5.6  | 4.7  | 4.7 | 4.1  | 3.8   |     |     |     |     |
| Kantar TNS                        | 25 Ago –3 Sep 2021            | 1,388   | 23.4            | 20.5         | 14.0  | 10.0 | 9.4  | 5.4  | 4.3  | 4.6 | 3.6  | 4.9   |     |     |     |     |
| Kantar TNS                        | 25–31 Ago 2021                | 1,200   | 23.4            | 21.5         | 11.0  | 10.7 | 9.7  | 4.9  | 5.0  | 4.8 | 4.1  | 4.9   |     |     |     |     |
| Norstat                           | 23–29 Ago 2021                | –       | 23.1            | 19,6         | 12.2  | 11.3 | 10.6 | 5.0  | 4.8  | 4.5 | 4.7  | 3.9   |     |     |     |     |
| Norstat                           | 24–28 Ago 2021                | 962     | 23.7            | 19.0         | 12.6  | 11.5 | 10.0 | 5.4  | 5.8  | 4.9 | 3.7  | 3.4   |     |     |     |     |
| Kantar TNS                        | 23–27 Ago 2021                | 996     | 22.6            | 19.2         | 11.5  | 3.8  | 10.2 | 7.2  | 5.0  | 4.4 | 11.8 | 4.3   |     |     |     |     |
| Kantar TNS                        | 22–25 Ago 2021                | –       | 22.4            | 20.5         | 11.2  | 3.7  | 9.9  | 6.3  | 5.3  | 4.8 | 10.7 | 5.2   |     |     |     |     |
| Sentio                            | 17–21 Ago 2021                | 1,000   | 23.9            | 19.1         | 13.2  | 3.9  | 8.8  | 5.4  | 7.2  | 3.8 | 9.8  | 4.9   |     |     |     |     |
| Norstat                           | 16–22 Ago 2021                | –       | 26.8            | 18.9         | 12.8  | 3.6  | 9.5  | 4.7  | 5.3  | 3.8 | 10.5 | 4.2   |     |     |     |     |
| Kantar TNS                        | 16–20 Ago 2021                | 992     | 22.7            | 19.7         | 13.0  | 3.4  | 9.5  | 5.9  | 5.1  | 4.4 | 9.3  | 7.0   |     |     |     |     |
| Respons Analyse                   | 13–18 Ago 2021                | 1,001   | 24.9            | 20.3         | 11.3  | 4.2  | 9.5  | 4.7  | 5.8  | 5.0 | 11.6 | 2.7   |     |     |     |     |
| Norstat                           | 10–13 Ago 2021                | 948     | 22.1            | 21.9         | 17.1  | 2.9  | 7.6  | 3.2  | 6.7  | 4.1 | 8.6  | 5.8   |     |     |     |     |
| Kantar TNS                        | 9–13 Ago 2021                 | 983     | 22.8            | 21.2         | 13.7  | 7.7  | 9.3  | 5.1  | 6.3  | 3.4 | 5.1  | 5.6   |     |     |     |     |
| Norstat                           | 28 Jul–11 Ago 2021            | 11,400  | 25.5            | 21.1         | 16.2  | 10.9 | 6.9  | 4.9  | 4.3  | 3.3 | 3.1  | 3.9   |     |     |     |     |
| Norstat                           | 6–11 Ago 2021                 | 1,000   | 24.0            | 19.1         | 16.1  | 10.1 | 8.6  | 4.6  | 5.9  | 4.3 | 3.2  | 4.1   |     |     |     |     |
| Respons Analyse                   | 5–11 Ago 2021                 | 1,000   | 24.8            | 18.9         | 15.3  | 11.4 | 9.4  | 4.3  | 5.1  | 4.0 | 3.3  | 3.5   |     |     |     |     |
| Opinion Perduco                   | 3–8 Ago 2021                  | 964     | 22.6            | 21.2         | 19.2  | 9.3  | 8.8  | 3.8  | 3.5  | 3.8 | 4.0  | 3.8   |     |     |     |     |
| Kantar TNS                        | 2–6 Ago 2021                  | 977     | 23.5            | 18.2         | 16.4  | 9.3  | 8.6  | 7.5  | 4.5  | 3.2 | 3.8  | 5.0   |     |     |     |     |
| Norstat                           | 22–28 Jul 2021                | 1,000   | 26.9            | 19.5         | 15.0  | 11.6 | 8.0  | 5.5  | 4.1  | 3.6 | 3.0  | 2.8   |     |     |     |     |
| Norfakta                          | 6 Jul–7 Jul 2021              | 1,000   | 23.8            | 20.2         | 16.9  | 10.3 | 8.8  | 6.0  | 4.0  | 3.9 | 3.1  | 3.0   |     |     |     |     |
| Kantar TNS                        | 28 Jun–2 Jul 2021             | 982     | 22.4            | 19.7         | 19.1  | 10.6 | 7.3  | 5.4  | 2.8  | 4.9 | 3.8  | 4.1   |     |     |     |     |
| Ipsos MMI                         | 28 Jun–30 Jun 2021            | 1,000   | 23.9            | 20.7         | 19.3  | 7.2  | 6.6  | 5.5  | 3.4  | 5.0 | 2.7  | 5.7   |     |     |     |     |
| Norstat                           | 17 Jun–23 Jun 2021            | 1,000   | 27.0            | 21.1         | 15.0  | 9.4  | 8.8  | 4.9  | 2.5  | 4.2 | 3.5  | 3.5   |     |     |     |     |
| Norstat                           | 15 Jun–20 Jun 2021            | 930     | 24.9            | 22.1         | 17.5  | 9.6  | 8.4  | 5.8  | 2.6  | 2.8 | 2.7  | 3.5   |     |     |     |     |
| Analizar respuestas               | 9 Jun–14 Jun 2021             | 1,000   | 23.6            | 21.4         | 18.2  | 10.5 | 8.2  | 4.5  | 2.8  | 3.7 | 3.3  | 3.7   |     |     |     |     |
| Sentio                            | 8 Jun–13 Jun 2021             | 1,000   | 23.9            | 21.9         | 18.7  | 10.1 | 7.0  | 4.8  | 2.8  | 5.0 | 3.3  | 2.4   |     |     |     |     |
| Norstat                           | 26 May–11 Jun 2021            | 11,400  | 24.1            | 23.0         | 17.7  | 10.2 | 7.8  | 4.2  | 2.7  | 3.7 | 3.6  | 3.2   |     |     |     |     |
| Opinión Perduco                   | 1 Jun–7 de Jun 2021           | 964     | 24.3            | 22.8         | 18.7  | 10.3 | 6.1  | 4.7  | 2.3  | 4.7 | 3.7  | 2.5   |     |     |     |     |
| Norfakta                          | 31 May–4 Jun 2021             | –       | 23.5            | 22.3         | 17.6  | 10.9 | 8.1  | 5.6  | 4.0  | 2.9 | 2.9  | 2.3   |     |     |     |     |
| Norstat                           | 25–31 de mayo de 2021         | 953     | 24.7            | 21.2         | 17.0  | 10.7 | 7.3  | 5.9  | 4.2  | 3.1 | 3.0  | 3.0   |     |     |     |     |
| Kantar TNS                        | 25–31 de mayo de 2021         | 1,179   | 24.5            | 18.2         | 17.5  | 9.8  | 8.5  | 6.5  | 4.5  | 4.1 | 3.4  | 2.7   |     |     |     |     |
| Ipsos MMI                         | 24–26 de mayo de 2021         | 1,000   | 25.7            | 21.1         | 16.4  | 10.1 | 7.6  | 4.0  | 4.7  | 2.6 | 3.3  | 4.5   |     |     |     |     |
| Norstat                           | 18–25 de mayo de 2021         | 967     | 25.0            | 23.7         | 16.2  | 9.9  | 7.5  | 4.9  | 2.6  | 2.7 | 3.6  | 4.0   |     |     |     |     |
| Norstat                           | 20–24 de mayo de 2021         | 999     | 24.5            | 22.8         | 16.2  | 10.9 | 7.8  | 3.9  | 5.3  | 3.2 | 2.9  | 2.6   |     |     |     |     |
| Sentio                            | 11–16 de mayo de 2021         | 1,000   | 25.3            | 22.1         | 14.6  | 12.0 | 7.3  | 4.6  | 5.1  | 3.4 | 3.8  | 1.7   |     |     |     |     |
| Opinion Perduco                   | 13 de mayo de 2021            | –       | 25.6            | 22.0         | 16.3  | 8.7  | 9.3  | 4.4  | 5.0  | 3.3 | 4.1  | 1.4   |     |     |     |     |
| Respons Analyse                   | 5–10 de mayo de 2021          | 1,001   | 21.5            | 22.0         | 18.3  | 10.8 | 8.0  | 4.0  | 4.2  | 3.6 | 4.1  | 3.5   |     |     |     |     |
| Norfakta                          | 4–5 de mayo de 2021           | 1,000   | 24.4            | 23.9         | 14.8  | 10.0 | 8.0  | 4.2  | 3.8  | 3.9 | 3.9  | 3.1   |     |     |     |     |
| Norstat                           | 27 de abril–3 de mayo de 2021 | 958     | 23.1            | 21.1         | 17.5  | 11.3 | 8.8  | 4.4  | 4.0  | 3.1 | 4.2  | 2.4   |     |     |     |     |
| Kantar TNS                        | 26–30 Abr 2021                | 976     | 21.1            | 24.3         | 18.4  | 8.6  | 8.1  | 4.6  | 2.1  | 4.1 | 4.5  | 4.1   |     |     |     |     |
| Ipsos MMI                         | 26–28 Abr 2021                | 1,000   | 23.5            | 20.4         | 17.5  | 9.5  | 8.5  | 4.5  | 3.9  | 3.7 | 4.0  | 4.5   |     |     |     |     |
| Norstat                           | 20–24 Abr 2021                | 963     | 25.6            | 21.8         | 17.8  | 10.0 | 7.4  | 3.7  | 3.6  | 3.1 | 3.8  | 3.2   |     |     |     |     |
| Norstat                           | 7–20 Abr 2021                 | 11,413  | 23.3            | 24.7         | 17.1  | 11.1 | 7.0  | 3.7  | 3.9  | 2.9 | 3.4  | 3.0   |     |     |     |     |
| Sentio                            | 13–19 Abr 2021                | 1,000   | 24.8            | 24.1         | 17.1  | 10.0 | 7.3  | 4.1  | 4.4  | 2.9 | 3.1  | 2.1   |     |     |     |     |
| Opinion Perduco                   | 14 Abr 2021                   | –       | 23.1            | 21.7         | 19.0  | 9.5  | 7.7  | 4.0  | 5.7  | 3.3 | 3.1  | 3.0   |     |     |     |     |
| Respons Analyse                   | 7–12 Abr 2021                 | 1,000   | 25.4            | 26.6         | 14.0  | 8.3  | 7.7  | 4.8  | 4.4  | 3.2 | 3.2  | 2.4   |     |     |     |     |
| Norfakta                          | 6–7 Abr 2021                  | 1,000   | 22.5            | 24.2         | 18.8  | 10.5 | 9.8  | 4.0  | 4.1  | 1.9 | 2.4  | 1.7   |     |     |     |     |
| Kantar TNS                        | 29 Mar–7 Abr 2021             | 1,002   | 20.6            | 24.2         | 18.7  | 10.2 | 8.4  | 4.0  | 4.3  | 2.3 | 4.1  | 2.7   |     |     |     |     |
| Norstat                           | 23–28 Mar 2021                | 968     | 23.3            | 25.2         | 16.6  | 10.2 | 6.9  | 3.8  | 4.9  | 4.0 | 3.2  | 1.8   |     |     |     |     |
| Ipsos MMI                         | 22–24 Mar 2021                | 1,000   | 24.3            | 20.9         | 16.7  | 11.5 | 7.4  | 4.9  | 3.4  | 2.9 | 2.9  | 5.1   |     |     |     |     |
| Norstat                           | 16–21 Mar 2021                | 961     | 20.5            | 23.8         | 20.5  | 9.9  | 7.5  | 4.1  | 3.3  | 2.4 | 4.1  | 4.1   |     |     |     |     |
| Sentio                            | 9–14 Mar 2021                 | 1,000   | 23.5            | 22.7         | 18.6  | 12.0 | 7.8  | 4.1  | 3.3  | 2.9 | 2.4  | 2.7   |     |     |     |     |
| Respons Analyse                   | 5–10 Mar 2021                 | 1,001   | 22.2            | 27.8         | 18.6  | 7.8  | 7.7  | 4.7  | 3.6  | 3.3 | 2.5  | 1.8   |     |     |     |     |
| Opinion Perduco                   | 1–8 Mar 2021                  | 966     | 22.7            | 22.8         | 20.7  | 9.2  | 7.8  | 4.9  | 4.1  | 2.2 | 2.9  | 2.6   |     |     |     |     |
| Norfakta                          | 2–3 Mar 2021                  | 1,000   | 24.3            | 23.9         | 17.7  | 10.0 | 7.5  | 3.8  | 3.5  | 3.9 | 2.7  | 2.9   |     |     |     |     |
| Norstat                           | 22–28 Feb 2021                | 957     | 21.0            | 24.6         | 22.2  | 9.7  | 7.4  | 2.8  | 3.9  | 2.8 | 3.9  | 1.6   |     |     |     |     |
| Kantar TNS                        | 22–26 Feb 2021                | 981     | 18.2            | 25.6         | 19.2  | 7.2  | 8.6  | 6.8  | 4.0  | 2.9 | 3.3  | 4.2   |     |     |     |     |
| Ipsos MMI                         | 22–24 Feb 2021                | 1,000   | 20.3            | 23.1         | 17.7  | 12.9 | 7.8  | 2.7  | 3.7  | 4.6 | 3.3  | 3.9   |     |     |     |     |
| Norstat                           | 15–21 Feb 2021                | 961     | 20.6            | 27.6         | 18.6  | 8.3  | 6.1  | 4.8  | 5.2  | 2.3 | 3.6  | 3.0   |     |     |     |     |
| Sentio                            | 9–14 Feb 2021                 | 1,000   | 21.0            | 26.9         | 18.4  | 7.5  | 8.6  | 3.8  | 4.7  | 2.7 | 3.3  | 3.0   |     |     |     |     |
| Opinion Perduco                   | 1–8 Feb 2021                  | 964     | 24.6            | 25.1         | 19.1  | 8.1  | 7.4  | 2.9  | 4.0  | 3.2 | 3.2  | 2.5   |     |     |     |     |
| Norfakta                          | 2–3 Feb 2021                  | 1,000   | 21.3            | 27.3         | 19.7  | 6.4  | 7.5  | 3.8  | 5.0  | 4.0 | 2.7  | 2.3   |     |     |     |     |
| Respons Analyse                   | 27 Ene–2 Feb 2021             | 1,000   | 22.8            | 26.3         | 18.8  | 8.7  | 7.3  | 4.2  | 3.8  | 1.9 | 3.4  | 2.8   |     |     |     |     |
| Norstat                           | 25–31 Ene 2021                | 945     | 20.7            | 22.8         | 21.9  | 8.3  | 8.3  | 3.9  | 4.8  | 2.4 | 3.5  | 3.3   |     |     |     |     |
| Kantar TNS                        | 25–29 Ene 2021                | 974     | 20.0            | 25.3         | 19.9  | 7.7  | 5.9  | 5.2  | 5.0  | 4.2 | 2.8  | 4.1   |     |     |     |     |
| Ipsos MMI                         | 25–27 Ene 2021                | 1,000   | 20.4            | 25.4         | 21.4  | 9.5  | 7.7  | 5.3  | 1.8  | 2.5 | 2.9  | 3.1   |     |     |     |     |
| Norstat                           | 18–24 Ene 2021                | 954     | 24.2            | 25.6         | 19.6  | 10.0 | 7.6  | 3.8  | 3.0  | 1.6 | 2.7  | 1.9   |     |     |     |     |
| Sentio                            | 12–16 Ene 2021                | 1,000   | 21.3            | 23.0         | 19.6  | 8.4  | 7.8  | 3.3  | 6.4  | 2.6 | 2.9  | 4.6   |     |     |     |     |
| InFact                            | 13 Ene 2021                   | 3,245   | 18.4            | 24.1         | 20.5  | 8.6  | 8.7  | 4.0  | 5.8  | 2.1 | 4.7  | 3.1   |     |     |     |     |
| Opinion Perduco                   | 13 Ene 2021                   | –       | 19.0            | 26.9         | 20.1  | 9.8  | 8.0  | 4.4  | 3.4  | 2.7 | 3.4  | 2.3   |     |     |     |     |
| Kantar TNS                        | 4–8 Ene 2021                  | 976     | 22.4            | 24.2         | 21.7  | 7.4  | 7.6  | 5.3  | 3.4  | 2.3 | 3.3  | 2.2   |     |     |     |     |
| Norfakta                          | 5–6 Ene 2021                  | 1,001   | 17.5            | 24.3         | 22.6  | 11.1 | 8.2  | 3.1  | 4.5  | 2.7 | 3.4  | 2.6   |     |     |     |     |
| Respons Analyse                   | 4–6 Ene 2021                  | 1,000   | 20.5            | 26.5         | 19.2  | 9.3  | 7.7  | 3.4  | 3.8  | 3.4 | 3.4  | 2.8   |     |     |     |     |
| Norstat                           | 28 Dic 2020–2 Ene 2021        | 962     | 20.1            | 22.6         | 21.3  | 11.3 | 8.9  | 3.7  | 3.9  | 2.5 | 3.7  | 2.0   |     |     |     |     |
| Elecciones parlamentarias de 2017 | 11 Sep 2017                   | –       | 27.4            | 25.0         | 10.3  | 15.2 | 6.0  | 2.4  | 3.2  | 4.4 | 4.2  | 1.7   |     |     |     |     |

## Resultados
|  | 26.3 % |

|  | 20.4 % |

|  | 13.5 % |

|  | 11.6 % |

|  | 7.6 % |

|  | 4.7 % |

|  | 4.6 % |

|  | 3.9 % |

|  | 3.8 % |

|  | 1.1 % |

|  | 0.6 % |

|  | 0.4 % |

|  | 0.3 % |

|  | 0.3 % |

|  | 0.2 % |

|  | 0.2 % |

|  | 0.2 % |

|  | 0.1 % |

|  | 0.1 % |

|  | 0.1 % |

|  | 0.0 % |

|  | 0.0 % |

|  | 0.0 % |

|  | 0.0 % |

|  | 0.0 % |

|  | 0.0 % |

|  | 99.2 % |

|  | 0.6 % |

|  | 0.1 % |

|  | 100.0 % |

|  | 22.8 % |

|  | 77.2 % |

### Por condados

Resultados por condados (izquierda) y por municipios (derecha)

El Partido Laborista que lideró la votación a nivel nacional, fue la primera fuerza en 12 de los 19 condados que fue dividido el país para esta elección, obteniendo el mayor respaldo en el condado de Oppland con un 35,0%. El Partido Conservador sólo triunfó en cinco condados, mientras el Partido de Centro y el Partido por el Progreso sólo ganaron en un condado.
|  | 25.8 % |

|  | 27.4 % |

|  | 8.8 % |

|  | 10.5 % |

|  | 6.8 % |

|  | 3.9 % |

|  | 6.9 % |

|  | 4.7 % |

|  | 2.0 % |

|  | 24.5 % |

|  | 20.2 % |

|  | 13.5 % |

|  | 13.3 % |

|  | 5.5 % |

|  | 3.7 % |

|  | 3.2 % |

|  | 3.0 % |

|  | 8.7 % |

|  | 28.4 % |

|  | 22.0 % |

|  | 16.1 % |

|  | 12.2 % |

|  | 5.6 % |

|  | 3.5 % |

|  | 3.6 % |

|  | 3.0 % |

|  | 2.3 % |

|  | 31.4 % |

|  | 6.8 % |

|  | 18.4 % |

|  | 10.8 % |

|  | 6.2 % |

|  | 5.0 % |

|  | 1.4 % |

|  | 2.3 % |

|  | 1.7 % |

|  | 33.1 % |

|  | 10.6 % |

|  | 28.0 % |

|  | 8.4 % |

|  | 6.9 % |

|  | 3.4 % |

|  | 2.3 % |

|  | 2.1 % |

|  | 1.6 % |

|  | 22.7 % |

|  | 24.5 % |

|  | 9.9 % |

|  | 12.6 % |

|  | 8.9 % |

|  | 4.7 % |

|  | 4.3 % |

|  | 3.9 % |

|  | 4.9 % |

|  | 20.2 % |

|  | 16.3 % |

|  | 17.5 % |

|  | 22.1 % |

|  | 6.3 % |

|  | 3.3 % |

|  | 2.9 % |

|  | 2.5 % |

|  | 5.3 % |

|  | 33.6 % |

|  | 10.6 % |

|  | 22.8 % |

|  | 8.0 % |

|  | 5.7 % |

|  | 4.0 % |

|  | 2.0 % |

|  | 1.9 % |

|  | 2.3 % |

|  | 28.8 % |

|  | 15.3 % |

|  | 21.2 % |

|  | 12.2 % |

|  | 7.2 % |

|  | 5.4 % |

|  | 2.5 % |

|  | 2.3 % |

|  | 2.0 % |

|  | 35.0 % |

|  | 12.5 % |

|  | 26.0 % |

|  | 8.6 % |

|  | 5.6 % |

|  | 3.6 % |

|  | 2.4 % |

|  | 2.3 % |

|  | 1.6 % |

|  | 23.0 % |

|  | 23.5 % |

|  | 3.1 % |

|  | 6.0 % |

|  | 13.3 % |

|  | 8.3 % |

|  | 10.0 % |

|  | 8.5 % |

|  | 1.8 % |

|  | 22.4 % |

|  | 23.9 % |

|  | 10.4 % |

|  | 16.8 % |

|  | 5.1 % |

|  | 3.7 % |

|  | 3.5 % |

|  | 2.4 % |

|  | 8.1 % |

|  | 26.5 % |

|  | 13.7 % |

|  | 28.4 % |

|  | 9.3 % |

|  | 5.9 % |

|  | 4.0 % |

|  | 3.4 % |

|  | 2.5 % |

|  | 3.8 % |

|  | 29.8 % |

|  | 16.5 % |

|  | 15.1 % |

|  | 8.6 % |

|  | 9.1 % |

|  | 5.6 % |

|  | 4.4 % |

|  | 4.8 % |

|  | 2.2 % |

|  | 30.8 % |

|  | 15.7 % |

|  | 16.5 % |

|  | 12.7 % |

|  | 6.1 % |

|  | 4.6 % |

|  | 2.3 % |

|  | 2.8 % |

|  | 4.5 % |

|  | 27.1 % |

|  | 13.5 % |

|  | 19.1 % |

|  | 14.0 % |

|  | 10.8 % |

|  | 4.8 % |

|  | 2.5 % |

|  | 3.0 % |

|  | 2.2 % |

|  | 20.8 % |

|  | 21.3 % |

|  | 10.3 % |

|  | 13.1 % |

|  | 5.3 % |

|  | 3.2 % |

|  | 3.6 % |

|  | 3.2 % |

|  | 13.9 % |

|  | 27.0 % |

|  | 25.1 % |

|  | 9.9 % |

|  | 12.4 % |

|  | 6.2 % |

|  | 4.4 % |

|  | 4.2 % |

|  | 3.9 % |

|  | 3.5 % |

|  | 30.5 % |

|  | 18.7 % |

|  | 14.1 % |

|  | 12.7 % |

|  | 6.1 % |

|  | 4.6 % |

|  | 2.9 % |

|  | 3.0 % |

|  | 3.3 % |

### Escaños obtenidos por distrito electoral
| Distrito electoral | Ap       | H  | Sp | FrP | SV | R | V | MDG | KrF | PF | Total |   |    |
| ------------------ | -------- | -- | -- | --- | -- | - | - | --- | --- | -- | ----- | - | -- |
| Distrito electoral | Akershus | 5  | 5  | 2   | 2  | 1 | 1 | 2   | 1   | –  | Total | – | 19 |
| Aust-Agder         | 1        | 1  | 1  | 1   | –  | – | – | –   | –   | –  | 4     |   |    |
| Buskerud           | 3        | 2  | 1  | 1   | 1  | – | – | –   | –   | –  | 8     |   |    |
| Finnmark           | 2        | –  | 1  | 1   | –  | – | – | –   | –   | 1  | 5     |   |    |
| Hedmark            | 3        | 1  | 2  | 1   | –  | – | – | –   | –   | –  | 7     |   |    |
| Hordaland          | 4        | 4  | 2  | 2   | 1  | 1 | 1 | –   | 1   | –  | 16    |   |    |
| Møre og Romsdal    | 2        | 1  | 2  | 2   | 1  | – | – | –   | –   | –  | 8     |   |    |
| Nord-Trøndelag     | 2        | –  | 2  | –   | –  | 1 | – | –   | –   | –  | 5     |   |    |
| Nordland           | 3        | 2  | 2  | 1   | 1  | – | – | –   | –   | –  | 9     |   |    |
| Oppland            | 2        | 1  | 2  | 1   | –  | – | – | –   | –   | –  | 6     |   |    |
| Oslo               | 4        | 5  | –  | 1   | 3  | 2 | 3 | 2   | –   | –  | 20    |   |    |
| Rogaland           | 3        | 4  | 2  | 2   | 1  | 1 | – | –   | 1   | –  | 14    |   |    |
| Sogn og Fjordane   | 1        | 1  | 1  | –   | –  | – | 1 | –   | –   | –  | 4     |   |    |
| Sør-Trøndelag      | 3        | 2  | 2  | 1   | 1  | 1 | – | –   | –   | –  | 10    |   |    |
| Telemark           | 2        | 1  | 1  | 1   | –  | 1 | – | –   | –   | –  | 6     |   |    |
| Troms              | 2        | 1  | 1  | 1   | 1  | – | – | –   | –   | –  | 6     |   |    |
| Vest-Agder         | 1        | 1  | 1  | 1   | –  | – | 1 | –   | 1   | –  | 6     |   |    |
| Vestfold           | 2        | 2  | 1  | 1   | 1  | – | – | –   | –   | –  | 7     |   |    |
| Østfold            | 3        | 2  | 2  | 1   | 1  | – | – | –   | –   | –  | 9     |   |    |
| Noruega            | 48       | 36 | 28 | 21  | 13 | 8 | 8 | 3   | 3   | 1  | 169   |   |    |

### Por bloques
|  | 56.0 % |

|  | 40.3 % |

|  | 0.2 % |

|  | 3.5 % |

|  | 100.0 % |

### Por municipios

Partido Laborista
Partido Conservador
Partido de Centro
Partido del Progreso
Partido de la Izquierda Socialista
Partido Rojo
Partido Liberal
Partido Verde
Partido Demócrata Cristiano
Enfoque en el Paciente

## Reacciones

### Nacionales
- Partido Conservador: La líder del partido Erna Solberg, reconoció la derrota y a través de una llamada telefónica felicito al líder del Partido Laborista, Jonas Gahr Støre.[120]
- Condado de Viken: Los partidos que buscan disolver el impopular y controvertido condado de Viken, formado en 2020 por la fusión forzada de Akershus, Buskerud y Østfold, obtuvieron la mayoría, y como resultado el ejecutivo del condado inició el proceso formal para disolver el condado y dividirlo, volviendo a sus condados constituyentes originales.[5]

### Internacionales
- Los medios de comunicación internacionales: Declararon la probabilidad que los cinco países nórdicos, que son Dinamarca, Finlandia, Islandia, Noruega y Suecia, sean gobernados en 2021 por gobiernos de izquierda por primera vez desde 1959. Sin embargo solo es probable que los cinco países sean gobernados por primeros ministros de centroizquierda, debido a que el gobierno de Islandia está encabezado por una gran coalición de centroizquierda y centroderecha que en las elecciones parlamentarias del mismo obtuvo mayoría.[8]

## Formación de gobierno
El líder del partido ganador, Jonas Gahr Støre, al día siguiente a la elección, inició los contactos para formar gobierno con el objetivo de conformar una coalición tripartita de centroizquierda. Al mismo tiempo, existieron prenegociaciones gubernamentales que tuvieron lugar en el Hotel Hurdalsjøen del municipio de Hurdal, después de que Trygve Slagsvold Vedum y el Partido de Centro optaran por negociar previamente con el Partido de la Izquierda Socialista antes de las negociaciones gubernamentales formales. Estas negociaciones se iniciaron el 23 de septiembre y duraron hasta el 29 de septiembre (excluyendo el fin de semana), cuando el Partido de la Izquierda Socialista, dirigido por Audun Lysbakken, se retiró de las negociaciones alegando su desacuerdo con el Partido Laborista y el Partido de Centro cuando se trataba, en particular, de cuestiones relacionadas con el recorte de emisiones, el petróleo, los impuestos y el estado de bienestar. Ante la prensa, aseguró que el partido estaba abierto a futuras negociaciones gubernamentales y que, por el momento, pasaría a la oposición. En una rueda de prensa celebrada ese mismo día, junto con Vedum, Støre anunció que el Partido Laborista y el Partido de Centro habían iniciado las negociaciones de gobierno. El 8 de octubre, ambos líderes comunicaron públicamente que se había llegado a un acuerdo para la formación de gobierno, cuyo resultado sería presentado el 13 de octubre y que podrían formar gobierno el día siguiente. El 14 de octubre se conformó el gobierno de Støre y fue nombrado por el rey.